# الغواصة الألمانية يو-180
غواصة يو-180 غواصة يو بوت ألمانية من الفئة التاسعة دي2 بنيت لسلاح بحرية ألمانيا النازية كريغسمارينه، في أحواض بناء السفن والآلات الألمانية وإيه جي فيزر في بريمن خلال الحرب العالمية الثانية. أبحرت يو-180 في 20 أغسطس 1944 وغرقت بواسطة الألغام عند مغادرة الميناء.